# 深田三徳
深田 三徳（ふかだ みつのり、1942年 - ）は、日本の法学者（法哲学、法思想史）。同志社大学名誉教授（法科大学院）。

## 略歴
- 1942年 - 島根県に生まれる
- 1965年 - 同志社大学法学部卒業
- 1967年 - 同志社大学大学院法学研究科修士課程修了[2]
- 同志社大学法学部助教授
- 同志社大学法学部教授
- 2004年 - 同志社大学法科大学院教授
- 2012年 - 同志社大学定年退職
- 2021年 - 瑞宝中綬章受章[3][4][5]

## 著作

### 単著
- 『法実証主義論争――司法的裁量論批判』ISBN 978-4-589-01094-0（法律文化社，1983年）
- 『法実証主義と功利主義――ベンサムとその周辺』（木鐸社，1984年）
- 『現代人権論――人権の普遍性と不可譲性』ISBN 978-4-335-30089-9（弘文堂，1999年）
- 『法の世界へのプロローグ――法・裁判・人権』ISBN 978-4-8122-0603-4（昭和堂，2000年）
- 『現代法理論論争――R.ドゥオーキン対法実証主義』ISBN 978-4-623-04140-4（ミネルヴァ書房，2004年）

### 共著
- （村松岐夫・佐藤幸治）『イギリスアメリカの大学問題』（世界思想社，1971年）
- （駒城鎮一）『権利のための法学入門』ISBN 978-4-623-01286-2（ミネルヴァ書房，1980年）
- （八木鉄男）『法をめぐる人と思想』ISBN 978-4-623-02145-1（ミネルヴァ書房，1991年）
- （田中成明・竹下賢・亀本洋・平野仁彦）『法思想史』ISBN 978-4-641-05972-6（有斐閣，初版1988年，第2版1997年）

### 共編著
- （濱真一郎）『よくわかる法哲学・法思想』ISBN 978-4-623-04848-9（ミネルヴァ書房，2007年）

## 翻訳

### 共訳
- （田中成明）J.D.フィンチ『法理論入門』（世界思想社，1977年）
- （矢崎光國・松浦好治監訳）H.L.A.ハート『法学・哲学論集』ISBN 978-4-622-03785-9（みすず書房，1990年）

### 共監訳
- （田中成明）ユージン・カメンカ/アリス.イア-スーン.テイ『正義論』ISBN 978-4-624-30063-0（未來社，1989年）

### 編訳
- ジョセフ・ラズ『権威としての法――法理学論集』ISBN 978-4-326-45051-0（勁草書房，1994年）